# Qairat Achmetow
Qairat Schumaschuly Achmetow (kasachisch Қайрат Жұмашұлы Ахметов, russisch Кайрат Жумашович Ахметов Kairat Schumaschowitsch Achmetow; * 6. Januar 1965 in Tulengut, Kasachische SSR) ist ein kasachischer Politiker. Seit dem 1. Februar 2019 ist er Bürgermeister der Stadt Qostanai.

## Leben
Qairat Achmetow wurde 1965 im Dorf Tulengut (heute Tölenggit) in der Oblast Kustanai geboren. Er machte 1987 einen Abschluss in Agrarwissenschaften am Landwirtschaftlichen Institut Zelinograd.
Nach seinem Hochschulabschluss arbeitete er zunächst für verschiedene staatliche Agrarbetriebe in den heutigen Kreisen Mengdiqara und Äulieköl. Im März 2000 wurde er im kasachischen Landwirtschaftsministerium Leiter der regionalen Abteilung für das Gebiet Qostanai. Im Oktober 2002 wurde er zum Äkim des Kreises Mengdiqara ernannt. Diesen Posten hatte er rund vier Jahre inne, bevor er ab Juni 2006 Leiter der Abteilung für Landwirtschaft der Verwaltung des Gebietes Qostanai war. Ab September 2009 war Achmetow Äkim des Kreises Qarasu und ab Oktober 2010 Äkim des Kreises Fjodorow. Nach rund sechs Jahren wurde er im Juli 2016 Äkim des Kreises Qostanai. Nach dem Rücktritt von Basyl Schaqypow wurde er am 1. Februar 2019 zum Bürgermeister der Stadt Qostanai ernannt.